# I. Fejszál iraki király
I. Fejszál, teljes nevén Fajszal ibn Huszajn ibn Ali al-Hásimí  (arabul: فيصل بن حسين Fayṣal ibn Ḥusayn , 1883. május 20. – 1933. szeptember 8.) Huszajn mekkai serif harmadik fia, arab emír és nemzeti vezető, rövid ideig Nagy-Szíria uralkodója, majd 1921-től 1933-ig Irak királya volt. Hásimita lévén Mohamed próféta leszármazottja.

## Korai évei
Fejszál a mai Szaúd-Arábia területén lévő Táif városában született, Mekkához közel, Huszejn mekkai serif, későbbi hidzsázi király fiaként. 1913-ban szülőföldjét képviselte az oszmán parlamentben mint választott képviselő.
1916-ban kétszer felkereste Damaszkusz városát, kinyilvánította elkötelezettségét az arab nemzeti ügy iránt, amely akkoriban a török uralom lerázását és önálló arab állam(ok) kikiáltását jelentette  a Közel-Keleten.

## Az első világháború és az arab nemzeti felkelés

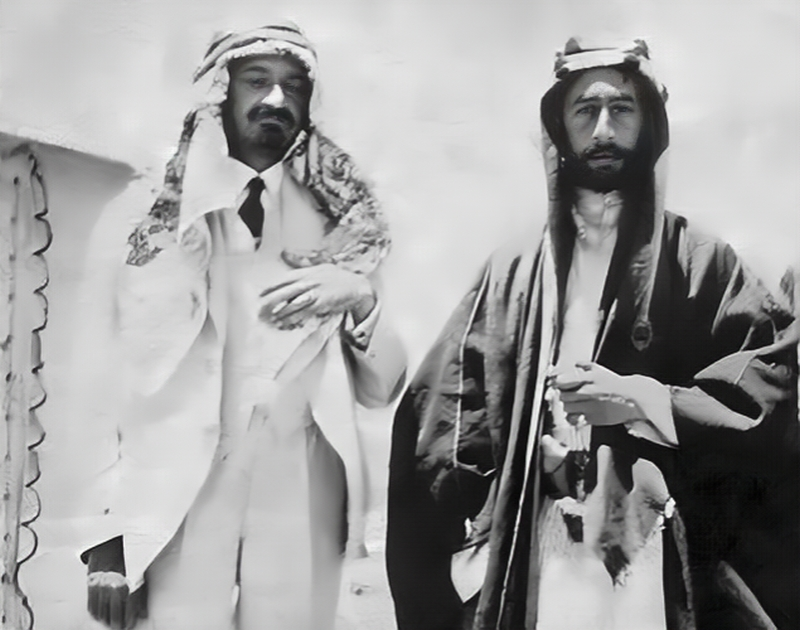
1918. Fejszál emír és Weizmann (balra, vendéglátója iránti tiszteletből szintén arab ruhában)

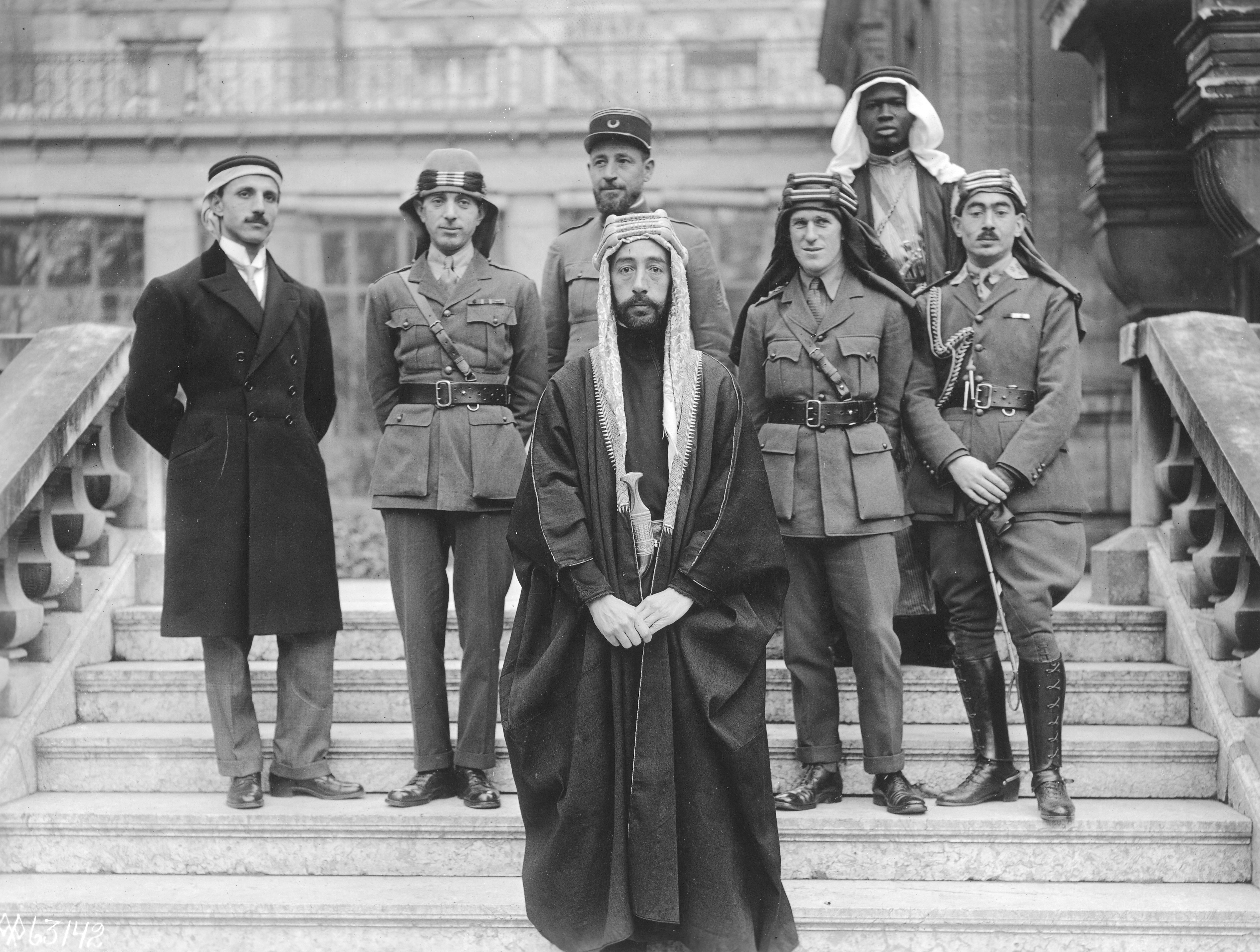
Fejszál emír és kísérete Versailles-ban, a párizsi béketárgyalásokon

Az első világháborúban Fejszál az apjának egész Közel-Keletet odaígérő Brit Birodalom oldalára állt, és a T. E. Lawrence segítségével szervezett arab nemzeti felkelés vezetője lett. Hosszú ostrom után elfoglalta az oszmán helytartó, Fahri pasa által védett Medinát.
Mivel tevékenysége hozzájárult a Kalifátus bukásához, valamint mert keresztények segítségével harcolt muszlimok ellen, muszlim kritikusai – többek között Muhammad Ikbál, Pakisztán megálmodója – árulónak tartották.
Annak ellenére, hogy Fejszál Mohamed próféta leszármazottja volt, az arab függetlenséget és az arabok, mint nemzet ügyeit a vallás elé helyezte. 
Az arab nemzeti felkeléssel jelentősen támogatta az antant törökellenes erőfeszítéseit és Nagy-Szíria felszabadítását a szultánok uralma alól. 1918-ban bevonult Damaszkuszba, ahol kulcsszerepe volt az ideiglenes arab polgári kormányzat megteremtésében. Ő vezette az arab küldöttséget az 1919-es párizsi béketárgyalásokon, és az oszmán uralom alól felszabadult területeken független arab emirátusok megalakítását szerette volna elérni. Az arab nemzeti felkelésben betöltött szerepét Lawrence írta meg a Bölcsesség hét pillére c. művében. A kétségtelenül magas irodalmi igényességgel megírt könyv tényszerű pontossága azonban a mai napig vita tárgya.
1919. január 3-án Fejszál és Dr. Háim Weizmann cionista vezető aláírták a Fejszál–Weizman egyezményt, amely arab-zsidó együttműködést körvonalazott egymás független államainak megteremtésében a Közel-Keleten azzal a feltétellel, hogy az angolok betartják háború előtti ígéreteiket a felszabadított török területekkel kapcsolatban (ami nem történt meg).

## Irak királya
1920. március 7-én a Szíriai Nemzeti Kongresszus Nagy-Szíria királyává kiáltotta ki Fejszált. A győztes antant hatalmak azonban korábbi ígéretük ellenére Franciaországnak ítélték a területet mandátumként. A franciák bevonultak és kiutasították Fejszált, aki az Egyesült Királyságba távozott. Az első világháború után – mint Szíriát a franciák – a Brit Birodalom kapta meg Mezopotámia területét. Mivel közvetlen kormányzása túl problematikusnak ígérkezett, elhatározták egy baráti arab monarchia megteremtését, és egy népszavazás után – ahol Fejszál 96%-os támogatottságot kapott – 1921-ben elfoglalta az újonnan létrehozott iraki állam trónját.
Később Fejszál kulcsszerepet játszott az ország teljes függetlenségének elérésében is, ami 1932-ben valósult meg. 1933. szeptember 8-án, szívinfarktusban halt meg Bernben. A trónon legidősebb fia, Gázi követte.